# St. Wendelin (Hatzenbühl)
Die denkmalgeschützte, römisch-katholische Pfarrkirche St. Wendelin steht in der Ortsgemeinde Hatzenbühl (Verbandsgemeinde Jockgrim) im Kreis Germersheim (Rheinland-Pfalz). Sie gehört als Hauptkirche der gleichnamigen Gemeinde zu der Pfarrei Rheinzabern und damit zum Dekanat Germersheim im Bistum Speyer. Gelegentlich wird sie in Anlehnung an den lateinischen Namen ihres Schutzpatrons, dem heiligen Wendelin (lat. Wendelinus) auch als St. Wendelinus bezeichnet.

## Beschreibung und Geschichte
Seit Ende des 13. Jahrhunderts ist eine selbstständige Pfarrei Hatzenbühl infolge einer Abpfarrung von Herxheim belegt. Spätestens ab dieser Zeit bestand in Hatzenbühl eine mittelalterliche Kirche. Sie verfügte bereits über den heutigen gotischen Kirchturm. In den Jahren 1755–1758 wurde sie durch eine Barockkirche ersetzt, wobei der historische Kirchturm erhalten blieb. In die Zeit dieser Kirche fällt wohl auch die Aufstellung des barocken Passionskreuzes im Kirchhof. Die heutige barockisierende Saalkirche wurde schließlich 1929–1930 nach Entwürfen des Kaiserslauterer Architekten Hans Seeberger erbaut. Der barocke Chor blieb erhalten und dient heute als Seitenkapelle.
Der Innenraum der Seitenkapelle wurde 2018 renoviert, eine Außenrenovierung erfolgte 2020–2021.

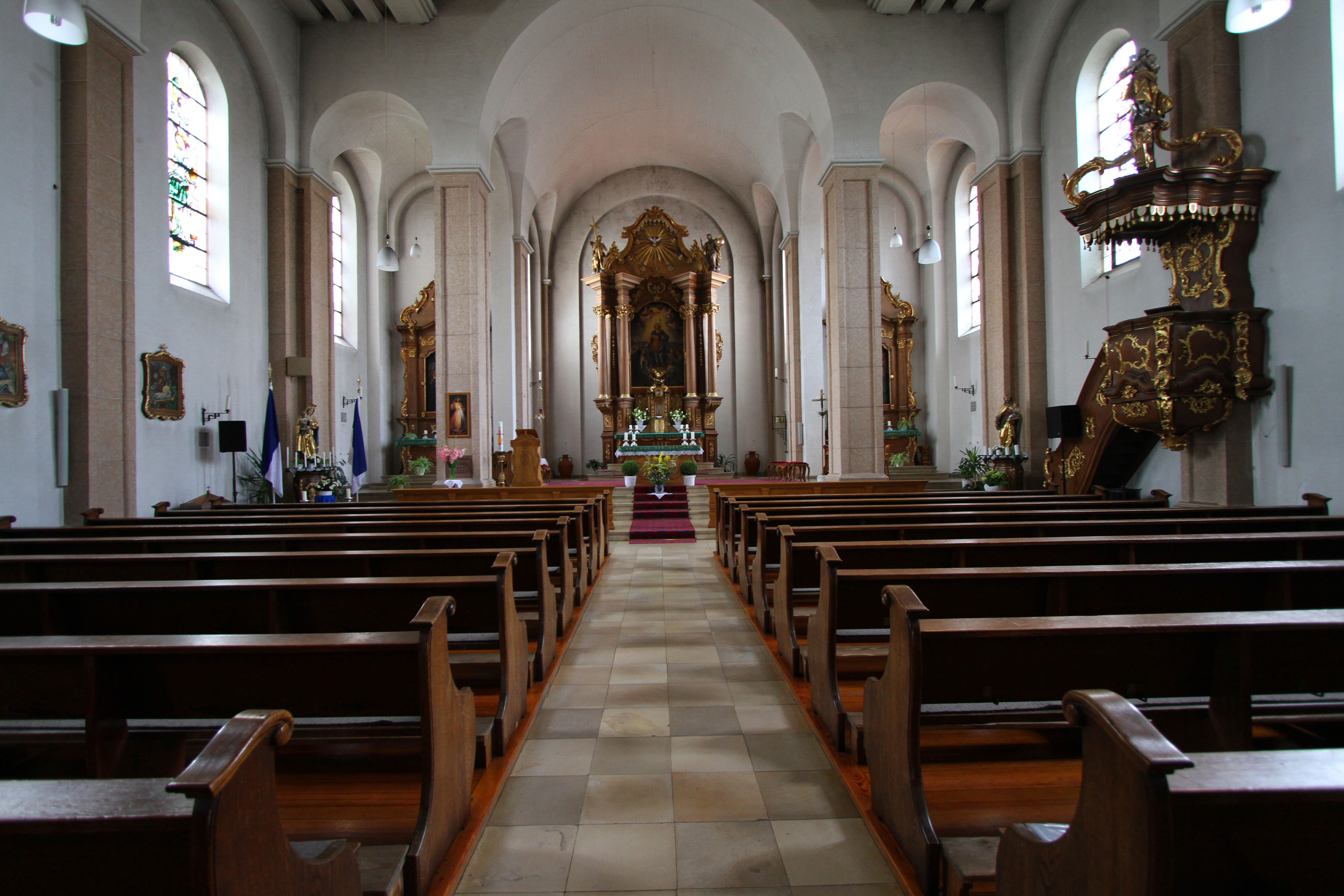
Innenansicht mit Blick zum Hauptaltar
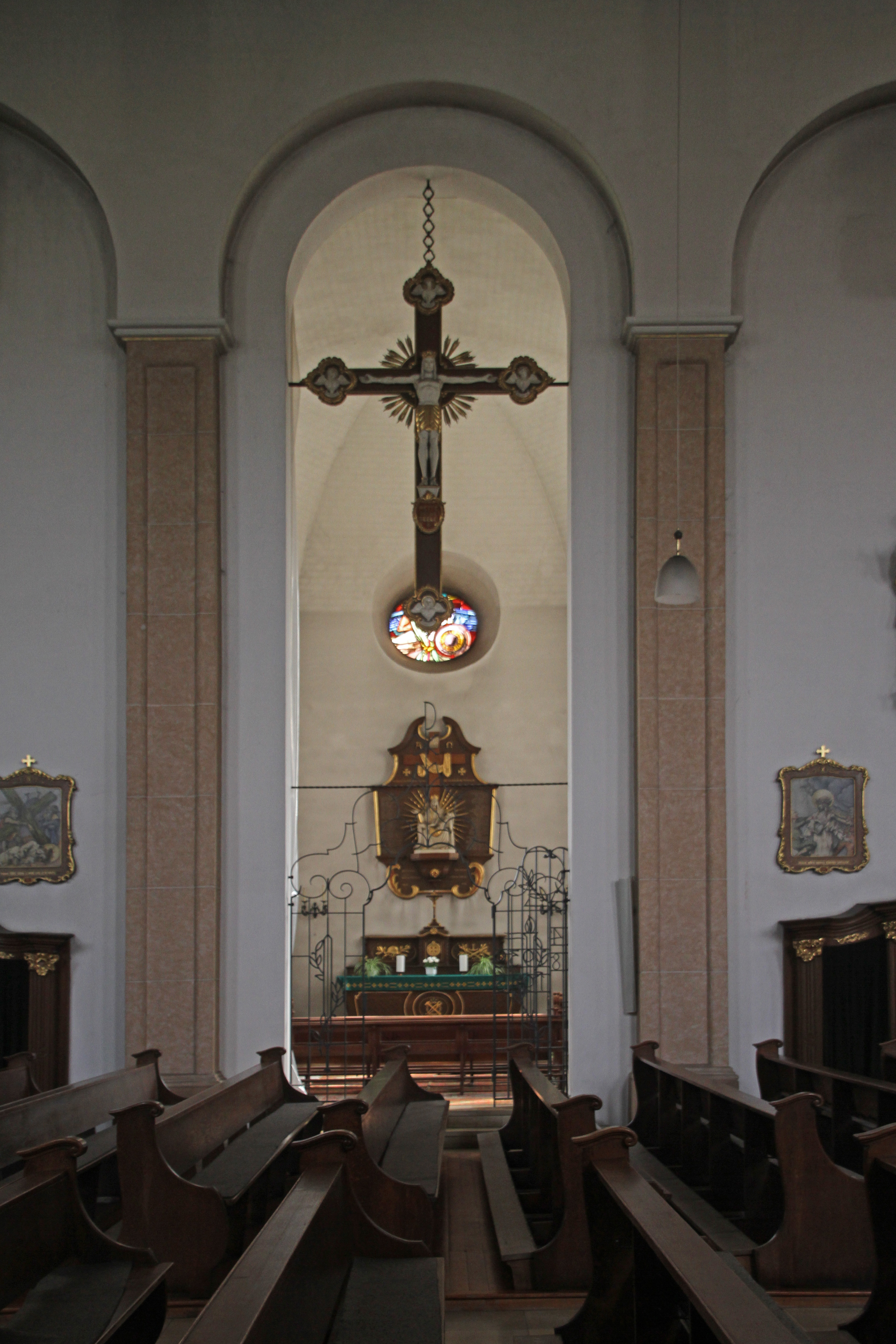
Blick in die historische Seitenkapelle
Inschrift auf dem Portal mit den Jahren der beiden Baufertigstellungen 1758 und 1930
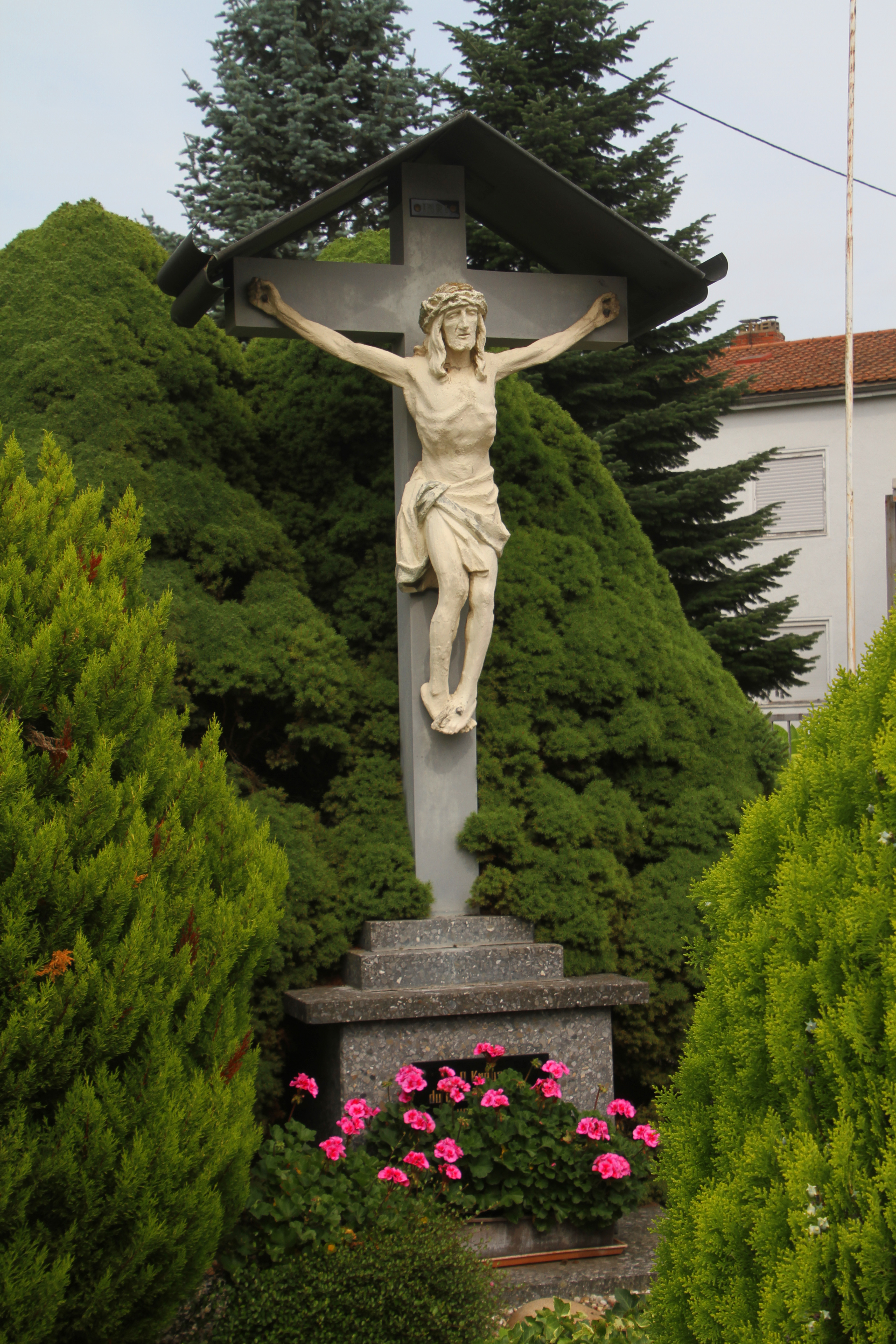
Passionskreuz im Kirchhof

## Ausstattung

### Kirchenschiff
Zahlreiche Einrichtungsgegenstände stammen aus der Zeit um 1760, darunter der Hauptaltar, zwei Nebenaltäre, die Kanzel, die Einrichtung der Sakristei und die Beichtstühle. 1938 wurde der alte Kreuzweg Christi durch die Ordensschwester Fidelis Stadtmüller aus dem Dominikanerinnenkloster St. Magdalena in Speyer ersetzt. Hierfür dienten Gemälde in der bischöflichen Hauskapelle in München als Vorlage. Auch schuf sie die heutigen Altarbilder. Das historische Altarbild von 1758 hängt heute im Kirchenschiff und zeigt das Gnadenbild des Speyerer Doms. 

### Seitenkapelle
Das Kriegerehrenmal in der Seitenkapelle wurde 1931 anlässlich des 40-jährigen Bestehens des Krieger- und Soldatenvereins eingeweiht. Das Epitaph von 1924 mit den Namen der Gefallenen und Vermissten des Ersten Weltkriegs wurde hierfür übernommen und mit einer Pietà erweitert. Der Altar der Seitenkapelle ist dem Erzengel Michael geweiht.

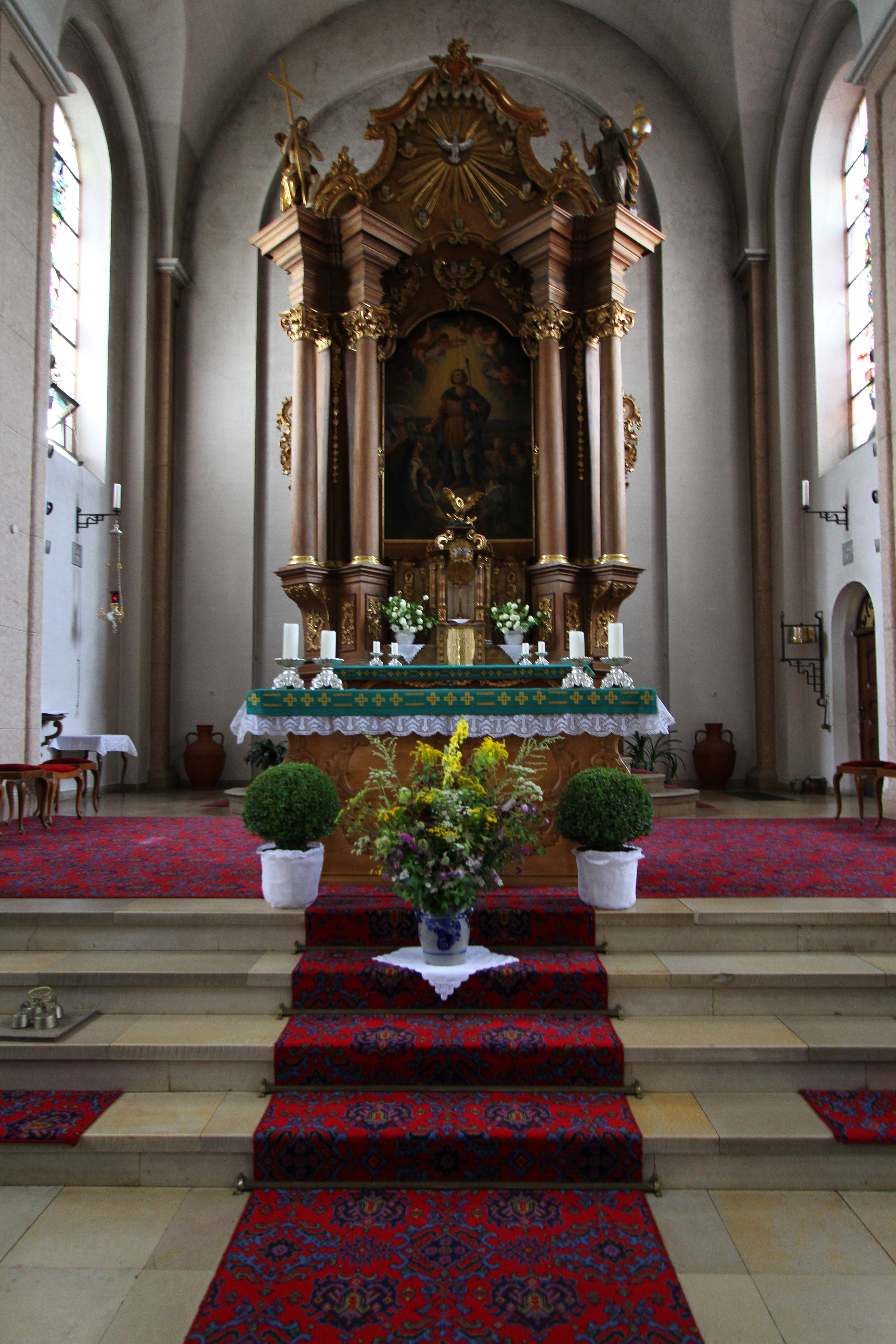
Hauptaltar
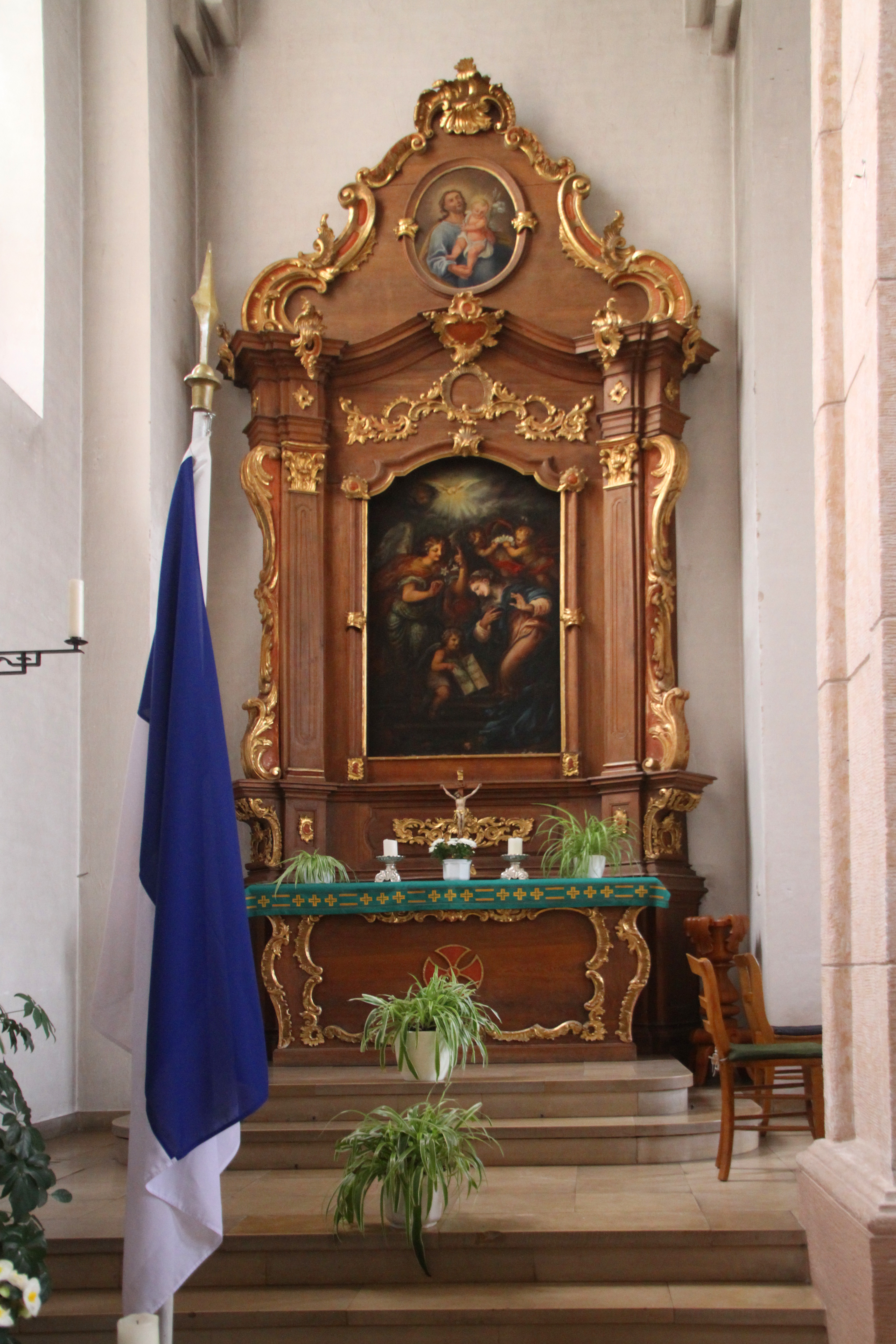
Linker Seitenaltar
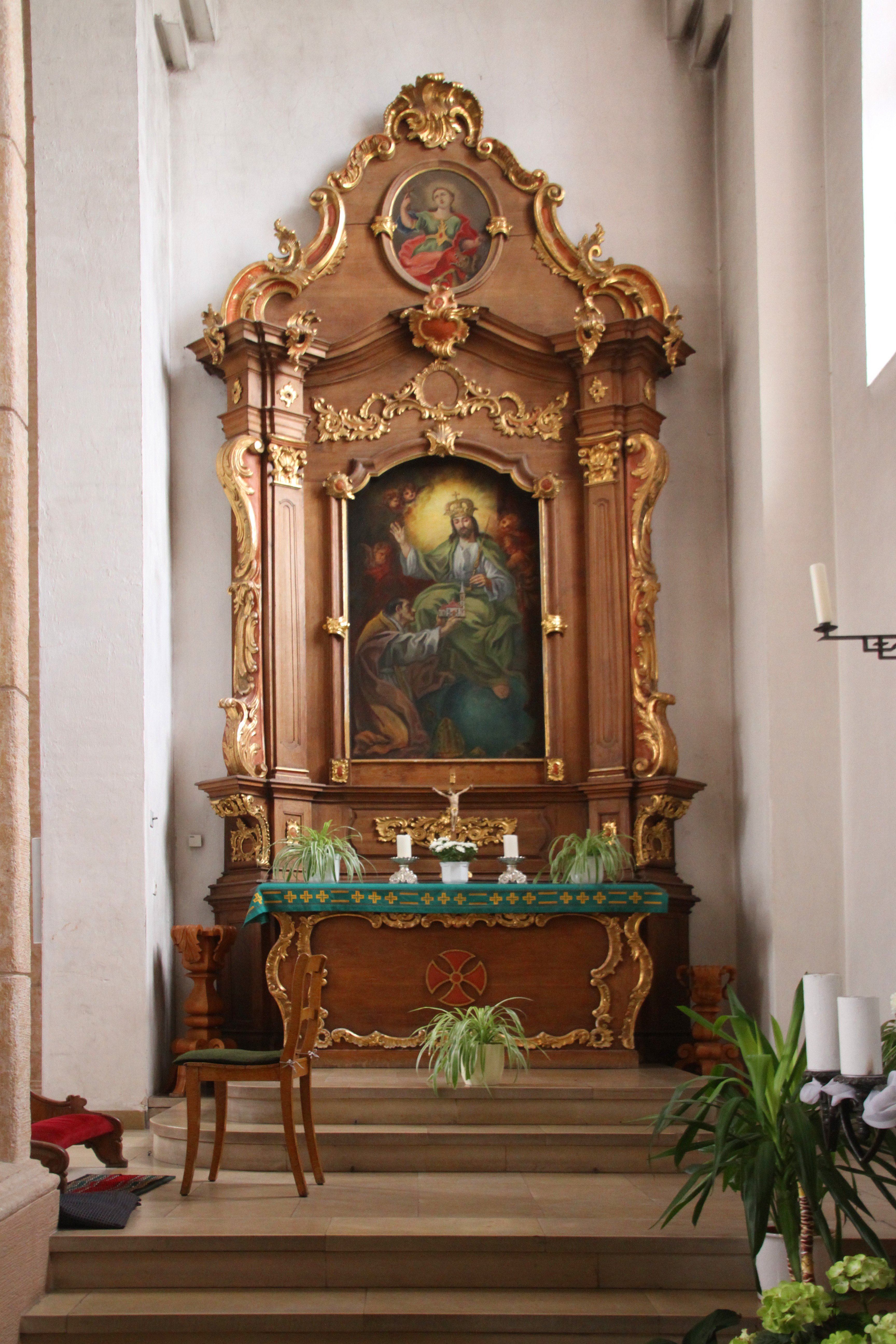
Rechter Seitenaltar
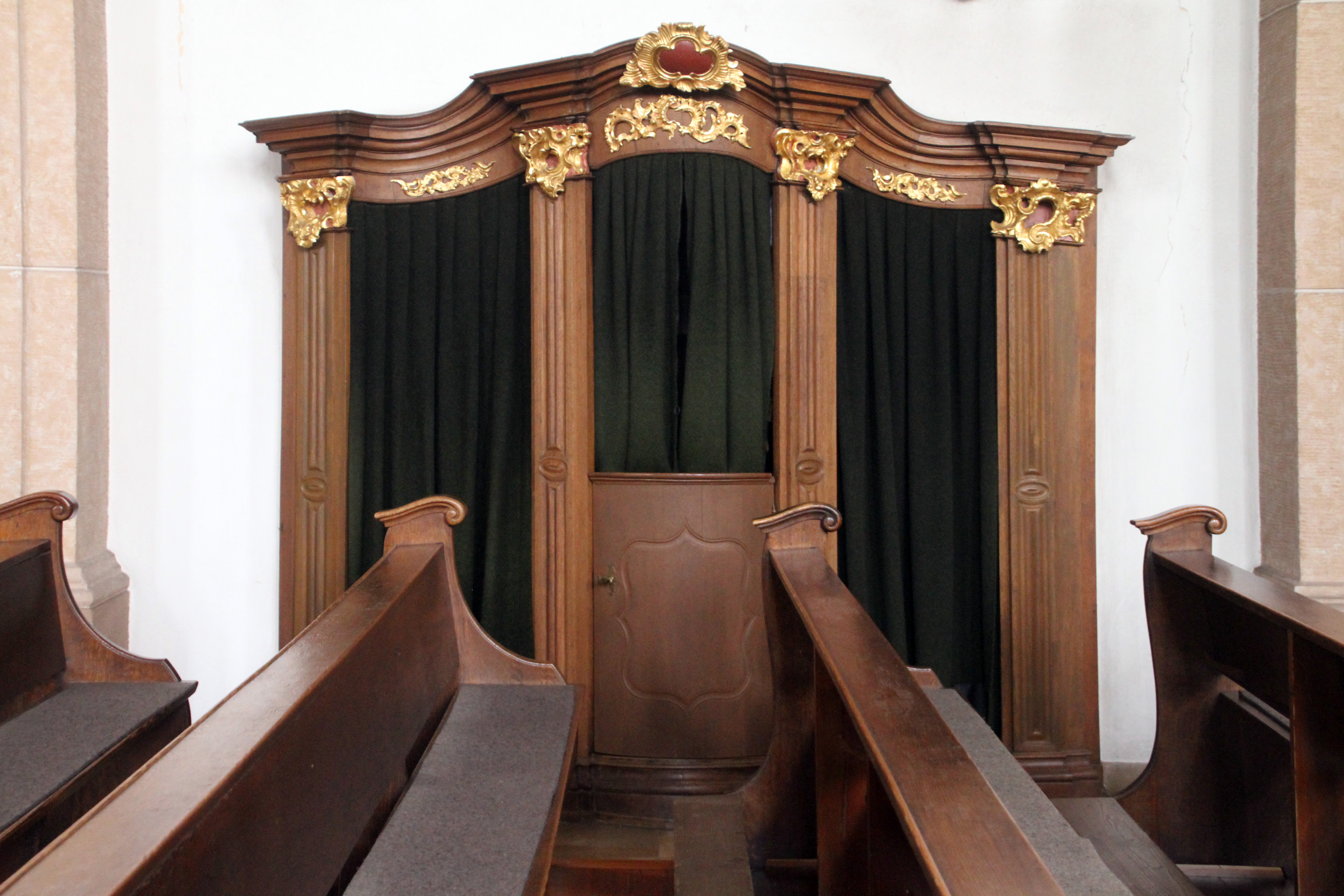
Beichtstuhl
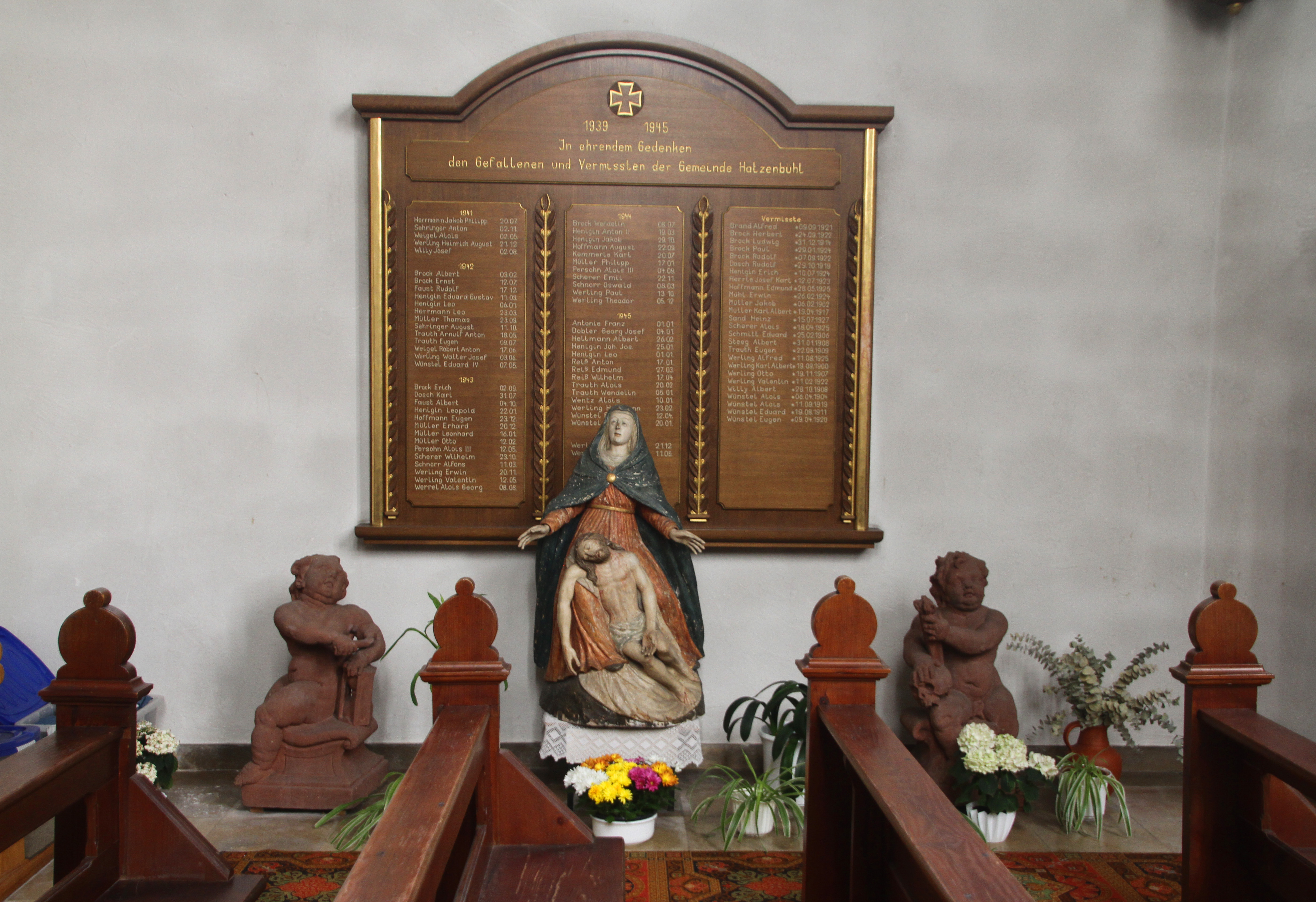
Kriegerehrenmal in der Seitenkapelle

## Orgel

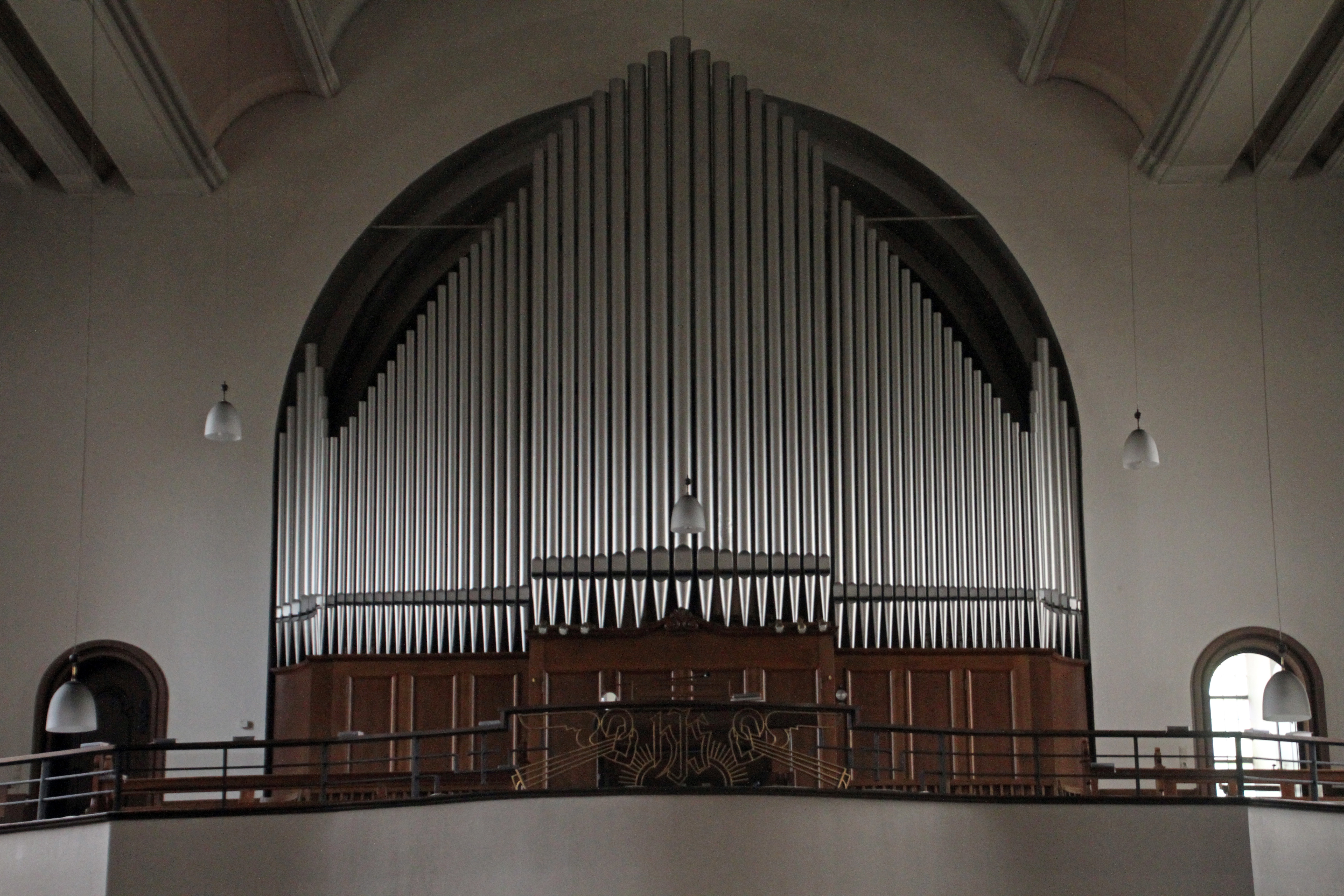
Blick auf die Empore mit der Orgel

Die Orgel auf der Empore wurde 1933–1934 als Ersatz für die ehemalige Orgel (gebaut 1775) von Franz Kämmerer gebaut. Das Gehäuse wurde von dem Architekten der Kirche Hans Seeberger entworfen. Sie verfügt über 28 Register auf zwei Manualen und Pedal. Die Disposition lautet: 
| I Hauptwerk C–g3 |       |
| Prinzipal        | 16′   |
| Prinzipal        | 08′   |
| Flöte Major      | 08′   |
| Dolce            | 08′   |
| Viola di Gamba   | 08′   |
| Oktav            | 04′   |
| Blockflöte       | 04′   |
| Celeste          | 04′   |
| Oktav            | 02′   |
| Mixtur IV        | 1 ⁄3′ |
| Trompete         | 08′   |

| II Schwellwerk C–g3 |       |
| Still Gedackt       | 16′   |
| Geigenprincipal     | 08′   |
| Lieblich Gedackt    | 08′   |
| Salicional          | 08′   |
| Aeoline             | 08′   |
| Vox Celeste         | 08′   |
| Traversflöte        | 04′   |
| Piccolo             | 02′   |
| Sesquialtera II     | 2 ⁄3′ |
| Clarinette          | 08′   |

| Pedal C–f1                  |      |
| Violon                      | 016′ |
| Subbass                     | 016′ |
| Zartbass (Windabschwächung) | 016′ |
| Oktav                       | 08′  |
| Cello                       | 08′  |
| Choralbass                  | 04′  |
| Posaune                     | 016′ |

Die Spiel- und Registertraktur sind elektrisch. Bei der Windlade handelt es sich um eine Kegellade.
- Koppeln:
  - Normalkoppeln: II/I, I/P, II/P
  - Superoktavkoppeln: II/I, II/II
  - Suboktavkoppel: II/I

- Spielhilfe: Feste Kombination (Tutti)